# Jaca Paca
La Jaca Paca (Fred the Wonder Horse en la versión original) era un personaje secundario de Barrio Sésamo.
La Jaca Paca era una yegua (en la versión original era un caballo) de peluche ataviada al estilo del oeste estadounidense y dotada del don de la palabra. Solía aparecer acompañada por Coco, en su papel de Sheriff Coco, con el que se enfrascaba en delirantes conversaciones aunque la Jaca Paca mostraba siempre una mayor lucidez mental y acababa ayudando al despistado Coco en tareas como contar hacia atrás, rescatar animales o buscar agua en el desierto. 
- Datos: Q5803029